# Brandon Smith
Brandon Mychal Smith (Los Ángeles, California, 29 de mayo de 1989) es un actor, rapero y cantante estadounidense. Es más conocido por interpretar a Bug Wendal en Gridiron Gang, Sam en Eres lo peor, Li'l Danny Dawkins en Phil del Futuro, Nico Harris en Sunny, entre estrellas y So Random!, Stubby en Starstruck, Lord of da Bling en Let It Shine y Marcus en One Big Happy!. Recibió la aclamación de la crítica por su interpretación de Tayshawn Mitchel en The Ron Clark Story y de Little Richard en la película biográfica de James Brown de 2014 Get on Up. Tiene la voz de Michelangelo en la serie animada de Nickelodeon El ascenso de las tortugas ninja.

## Carrera
Smith ganó un Family Television Award y Young Artist Award en 2007 por su actuación como Tayshawn en The Ron Clark Story. Sus otros créditos incluyen la producción de 2006 de Gridiron Gang como Bug Wendal, y un papel recurrente como Mario en Unfabulous. Protagonizó la película original de Disney Channel de 2010 Starstruck. También interpreta la canción y el video musical "Party Up" para Starstruck. Fue un competidor en la secuela de Bailando con las estrellas Skating with the Stars, pero tuvo que retirarse debido a una enfermedad. Produjo la canción de Maxrank "Winna Girl".

## Filmografía

### Televisión
| Año       | Título                           | Personaje            | Notas                             |
| --------- | -------------------------------- | -------------------- | --------------------------------- |
| 2002      | The District                     | Darren "Junior" Fox  | Episodio: "Payback"               |
| 2003      | Kim Possible                     | Lamar Harris (voz)   | Episodio: "Two to Tutor"          |
| 2004-2005 | Unfabulous                       | Mario                | 9 Episodios                       |
| 2005      | The Shield                       | Nathan               | Episodio: "The Curse"             |
| 2005      | That's So Raven                  | Razor                | Episodio: "Extreme Cory"          |
| 2005-2006 | Phil del Futuro                  | Li'l Danny Dawkins   | 18 Episodios                      |
| 2006      | Sin Rastro                       | Trevor               | Episodio: "Blood Out"             |
| 2006      | Lucky Louie                      | Jason Plumley        | Episodio: "A Mugging Story"       |
| 2006      | Bones                            | Adolescente huérfano | Episodio: "The Boy in the Shroud" |
| 2006      | All of Us                        | Deke                 | Episodio: "Love Do Cost a Thing"  |
| 2007      | Zoey 101                         | Luchador             | Episodio: "Westling"              |
| 2008      | Cory en la Casa Blanca           | Robbie Malikiey      | Episodio: "Uninvited Pest"        |
| 2009      | Sin identificar                  | Billy York           | Episodio: "Football John"         |
| 2009-2011 | Sunny, entre estrellas           | Nico Harris          | Serie regular                     |
| 2011-2012 | So Random!                       | Nico Harris          | Serie regular                     |
| 2014-2019 | Eres lo peor                     | Sam Dresden          | 19 episodios                      |
| 2015      | One Big Happy                    | Marcus               | 6 episodios                       |
| 2012      | SNAP!                            | Él mismo             | Anfitrión                         |
| 2016      | Sweet/Vicious                    | Harris               | Serie regular                     |
| 2018-2020 | El ascenso de las tortugas ninja | Mikey (voz)          | Serie regular                     |
| 2019      | Cuatro bodas y un funeral        | Craig                | Serie regular                     |

### Películas
| Año  | Película                                      | Papel                        | Notas                  |
| ---- | --------------------------------------------- | ---------------------------- | ---------------------- |
| 1999 | She's All That                                | El niño de la limpieza de JV |                        |
| 2003 | Grind                                         | Patinador                    |                        |
| 2006 | Gridiron Gang                                 | Bug Wendal                   |                        |
| 2006 | Séance                                        | Estudiante                   |                        |
| 2006 | The Ron Clark Story                           | Tayshawn                     | Película de televisión |
| 2007 | Weapons                                       | James                        |                        |
| 2010 | Starstruck                                    | Stubby                       | Película de televisión |
| 2010 | Elle: A Modern Cinderella Tale                | TJ                           |                        |
| 2012 | Let It Shine                                  | Lord of Da Bling             | Película de televisión |
| 2013 | Social Nightmare                              | Daniel                       | Película de televisión |
| 2014 | Sacrifice                                     | Kaz                          |                        |
| 2014 | Get on Up                                     | Little Richard               |                        |
| 2015 | Hoovey                                        | Donavan                      |                        |
| 2016 | Dirty Grandpa                                 | Tyrone                       |                        |
| 2017 | The Most Hates Woman in America               | Roy Collier                  |                        |
| 2022 | El ascenso de las Tortugas Ninja: La película | Mikey (voz)                  | Película de televisión |
| 2023 | Appendage                                     | Kaelin                       |                        |
| 2023 | Stick Girl                                    | Leo                          |                        |

### Video musical
| Año  | Artista                          | Título               | Personaje   |
| ---- | -------------------------------- | -------------------- | ----------- |
| 2008 | Demi Lovato                      | "La La Land"         | El director |
| 2009 | Daniel Curtis Lee ft. Adam Hicks | "U Can't Touch This" | Chico       |
| 2010 | Sterling Knight                  | "Startruck"          | Stubby      |
| 2010 | Brandon Mychal Smith             | "Party Up"           | Él mismo    |